# أرض تيماء

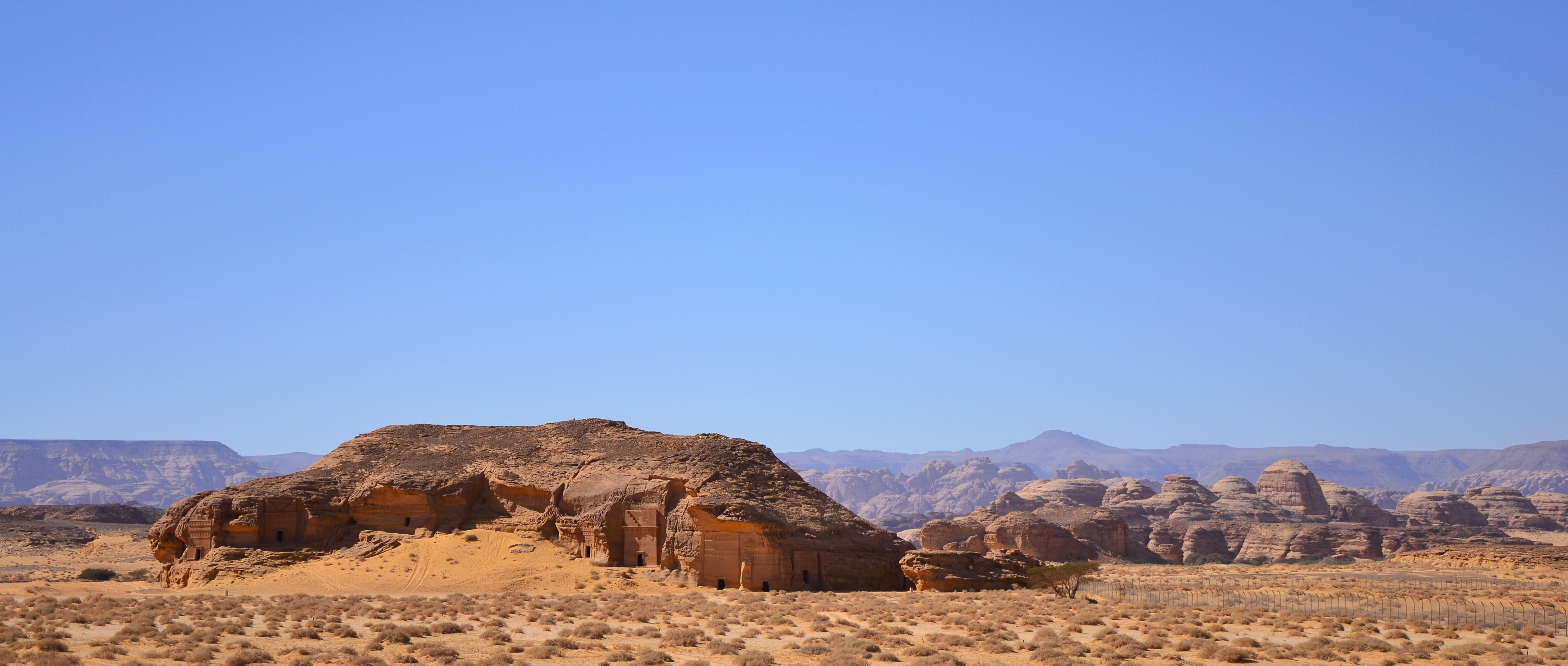
مشهد بالقرب من تيماء

أرض تيماء هو مكان ذكر في الكتاب المقدس.